# Xocaloma
Xocaloma fue un grupo español de música tradicional gallega y folk, fundado en Carballo en 1975 y disuelto en 1994. 

Fue un conjunto eminentemente vocal que estuvo integrado por Dolores Platas Penedo (solista), Juan Carlos Díaz del Valle (voz y guitarra), Fernando Fidalgo Cerviño (voz), Joaquina Ávila Cotado (voz), Juan Carlos Cancela Calvelo (guitarra y voz), Jorge Campos Vázquez (voz y percusión), Federico Lago Cordo (teclados), Xosé Luis Silva Romaní (guitarra) y Manuel Barca. Los miembros iniciales del grupo solían cantar en el coro parroquial de Carballo en las «Misas de la juventud» que había puesto en marcha el párroco de la localidad, José García Gondar.  Fue este sacerdote el que los animó para formar un grupo musical al que en un principio llamaron Jocaloma por las iniciales del nombre de alguno de sus integrantes y que más tarde se convertiría en el definitivo Xocaloma (Xosé, Carlos, Loli y Manuel).
En 1978 grabaron su primer disco, Terra, al que seguiría Soio un soño en 1979. Participaron en diversos festivales, como el Intercéltico de Lorient o el del Mundo Celta de Ortigueira. Algunas de sus temas más conocidos son adaptaciones de canciones tradicionales gallegas como O rodaballo, A saia da Carolina o Lela, esta última con letra de Castelao y música de Rosendo Mato Hermida, así como temas propios como Soio foi un soño.

## Discografía
Publicaron seis LP, dos sencillos y un disco recopilatorio.

### Álbumes
- Terra (1978)
- Soio un sono... (1979)
- Vou o mar (1981)
- Nos (1983)
- Rosas de luz (1991)
- Quince anos (1994)

### Sencillos
- Xesús vai nascer - O máis grande home (1978)
- Por vos, poetas (1983)

### Recopilatorio
- O Rodaballo - Aldea Miña - Adiós Ríos, Adiós Fontes (1981)